# Naleśnik amerykański

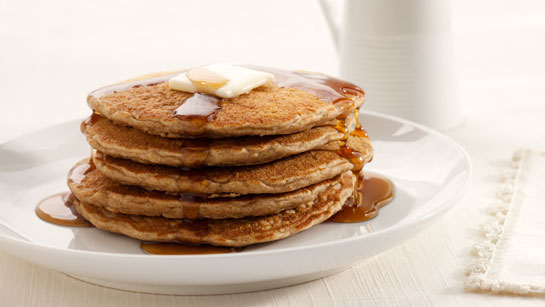
Oryginalne naleśniki amerykańskie ułożone w stos, z kosteczką masła na wierzchu i polane syropem klonowym

Naleśnik amerykański lub amerykański placek, placuszek, pankejks, pankejk (ang. American pancake, flapjack, slapjack, griddle cake albo hotcake) – amerykańska wersja europejskiego naleśnika z ciasta naleśnikowego z dodatkiem środka spulchniającego (drożdży, sody lub proszku do pieczenia).

## Opis
Naleśnik amerykański to mały i gruby, okrągły i płaski, miękki i pulchny placek zrobiony ze średnio rzadkiego ciasta na bazie mąki, mleka i jajek, z dodatkiem środka spulchniającego, usmażony  na złocisty kolor z obu stron na lekko natłuszczonej patelni.
Amerykanie jedzą naleśniki na śniadanie.
Do przygotowania amerykańskich naleśników najczęściej używa się mąki pszennej, gryczanej lub kukurydzianej. Tradycyjnymi dodatkami do usmażonych naleśników są: jagody, owoce, masło razem z miodem, słodkie syropy, w tym syrop klonowy. W wersji bardziej ekskluzywnej bywa podawana bita śmietana i świeże owoce. W Ameryce gotowe naleśniki układa się w stos na talerzu, na samej górze kładzie kosteczkę masła i polewa syropem klonowym. Naleśniki amerykańskie mogą także być podawane z plasterkami chrupiącego bekonu, usmażonego oddzielnie lub na naleśniku oraz jajkami jako dodatek do dania głównego.

## Szkic historyczny
Naleśniki, w stylu francuskich crêpe, dotarły do Ameryki z Europy wraz z kolonistami. Ich smażenie i spożywanie było bardzo popularne wśród kolonistów pochodzenia angielskiego, francuskiego i holenderskiego, podczas różnych uroczystości. W późnych latach XVIII wieku ciasto na naleśniki zaczęto przygotowywać z dodatkiem środków spulchniających, najpierw drożdży, a następnie sody.
Przepis na naleśnik z mąki kukurydzianej, pod nazwą Indian Slapjack, znalazł się w książce kucharskiej Amelii Simmons pt. American Cookery z 1796 roku. Naleśniki wykonane według tego przepisu były cięższe niż współczesne naleśniki ze względu na dużą proporcję mąki kukurydzianej (1 półkwarta) w stosunku do mąki pszennej (4 łyżki), oraz brak środka spulchniającego. Nie zawierały też tłuszczu ani cukru jak w obecnych przepisach na naleśniki.
Ewoluowały także patelnie, na których smażono naleśniki: od prostej żeliwnej patelni z rączką, trzymanej nad ogniem, aż do elektrycznej płyty umożliwiającej smażenie kilku placuszków jednocześnie czy patelni z kilkoma wgłębieniami, do których wlewa się gotowe ciasto, co pozwala uzyskać idealnie okrągły kształt.

## W Polsce
Współczesne amerykańskie naleśniki są grubsze i pulchniejsze niż polskie czy angielskie, bardziej przypominają polskie placuszki niż naleśniki. W Polsce naleśniki amerykańskie są też serwowane na podwieczorek, kolację lub jako deser, np. posypane cynamonem lub z konfiturą owocową.

## Przygotowanie
Naleśniki amerykańskie przygotowuje się z mąki, jajek, mleka, roztopionego masła, soli i cukru, a ich niezbędnym składnikiem jest środek spulchniający, zwykle proszek do pieczenia, ale również soda oczyszczona lub drożdże. Wyrobione ciasto wylewa się porcjami na natłuszczoną patelnię, formując małe placuszki, i smaży przez kilka minut po obu stronach.